# Лапландський заповідник
67°34′ пн. ш. 31°57′ сх. д. / 67.57° пн. ш. 31.95° сх. д.
Лапландський заповідник (рос. Лапландский заповедник) — заповідник у Мурманській області, Росія, за Полярним колом. 
Офіційно заснований у 1957 році, заповідник охороняє територію площею 2784 км² на північний захід від озера Імандра, включаючи 86 км² внутрішніх водойм. 
Рельєф - гірська тундра і північна тайга. 
З 1985 року заповідник визнано ЮНЕСКО біосферним резерватом. 
Належать до культурного району Лапландія.
Лапландський природний заповідник був заснований в 1930 році, але в 1951 році разом з багатьма іншими заповідниками Радянського Союзу він був ліквідований. 
В 1957 році його було відновлено, але в 1961-1965 роках був приєднаний до Кандаласького заповідника. 
У 1983 році площа заповідника 1613 км² була значно розширена — додано 1296 км² територій на північний захід, далі від забруднюючого впливу Мончегорського нікелевого заводу, а заповідник віддав 124 км² поблизу міста. 
Заповідник розташований приблизно за 50 км на південь від міста Мурманська . 

 
Адміністративний центр — селище Лапландський заповідник.

## Флора і фауна
Одна з основних цінностей заповідника — незаймані старі ліси, вік яких оцінюється у 3000 — 10 000 років. 
Вік дерев у цих лісах — 400-600 років, висота до 15 метрів, діаметр стовбура до 70 см.
У лісах заповідника переважають хвойні породи: Pinus friesiana та ялина сибірська. 
У заповіднику налічується: 603 види судинних рослин; 370 видів мохів; 575 видів лишайників; 273 види грибів (дані 2007 року). 
З судинних рослин, що ростуть у заповіднику, 5 видів занесені до Червоної книги Росії: вудсія альпійська, молодильник озерний, Cotoneaster cinnabarinus, Calypso bulbosa, зозульки Траунштайнера.
У гірських тундрах, де кліматичні умови особливо суворі, поширені гірські ягельники, чагарники — лохина, водянка, брусниця, Arctostáphylos, азалія, що стелиться, Arctous alpina, дріада, трапляються костриця, ліннея північна, береза карликова. 
У пониженнях і долинах частіше зустрічаються чагарники, а на піднесених ділянках гірських тундр голі скелі лише місцями покриті нальотом різнобарвних лишайників 
.
У заповіднику мешкає 31 вид ссавців: дикий північний олень, лось, бурий ведмідь, вовк, лисиця, куниця, горностай, ласиця мала, американська норка, росомаха, бурозубки, бобер європейський, заєць білий, вивірка, ондатра, норвезький та лісовий лемінг, полівки. 
Задля збереження дикого північного оленя колись і було створено заповідник. 
Популяція якого не завжди знаходиться в заповідній зоні, що ускладнює її збереження. 
Досить численний бурий ведмідь. 
Водяться росомаха, вовк, видра. 
Завезений в 1934 році бобер (це був перший досвід його реакліматизації в Радянському Союзі) все ще «теплиться» на річках Нявка та Чуна. 
Умови життя йому тут, на околиці ареалу, дуже важкі 
.
Птахів, що живуть постійно в заповіднику і гніздяться тут, налічується 210 видів, у тому числі 5 видів курячих: глушець білодзьобий, тетерук, орябок, біла та тундрова куріпки. 
П'ять видів великих хижих птахів, що гніздяться в заповіднику, занесені до Червоної книги Росії: беркут, орлан-білохвіст, кречет, сапсан і скопа.
Орнітофауна досить різноманітна. 
У гірських тундрах насамперед привертає до себе увагу тундрова куріпка, яка без жодного остраху підпускає людину на відстань витягнутої руки. 
Іноді з тундри залітають білі сови. 
Лебідь-кликун і гусак-гуменник гніздяться тут, так само як і качки, річкові, ниркові та крехи, у тому числі гоголь, для якого споруджують дуплянки 
.
Понад половини птахів, що гніздяться в заповіднику, є перелітними та на зиму відлітають південніше аж до Південної Африки та Антарктиди: червоношия та чорношия гагари, кряква, чирянка мала, гоголь, лебідь - кликун, гусак-гуменник, крячок полярний, горихвістка звичайна, чикотень, дрізд білобровий, мухоловка строката, чечітка звичайна, підсоколик малий тощо.
Мешкають два види рептилій (звичайна гадюка і ящірка живородна) і один вид амфібій: жаба трав'яна
.
Водойми багаті рибою: пструг струмковий, палія арктична, сиг, харіус, ряпушка, корюшка європейська. 
Щука, окунь і минь дуже численні. 
У струмках і річках живе рідкісний вид молюска — перлівниця звичайна.
.